# Arthur Samuel
Arthur Lee Samuel (Emporia, 5 dicembre 1901 – Stanford, 29 luglio 1990) è stato un informatico statunitense.
Pioniere nel campo dell'intelligenza artificiale e dei videogiochi per computer, coniò il termine "machine learning" nel 1959. Creò con successo il primo programma di dama basato sull'apprendimento automatico, dando una dimostrazione precoce dei concetti fondamentali dell'intelligenza artificiale. Fu anche un membro anziano della TeX che dedicò molto tempo ai bisogni degli utenti e scrisse un primo manuale della TeX nel 1983.

## Biografia
Arthur Lee Samuel è nato il 5 dicembre 1901 ad Emporia, Kansas e si è laureato al College of Emporia in Kansas nel 1923. Ha conseguito un master in ingegneria elettronica all'MIT nel 1926, dove insegnò per due anni consecutivi.  Nel 1928, lavorò nei Bell Laboratories, concentrandosi sulle valvole termoioniche, migliorando la tecnologia radar durante la seconda guerra mondiale.  Sviluppò un interruttore di ricezione e trasmissione a gas che permise ad una singola antenna di trasmettere e ricevere informazioni. Dopo la guerra si trasferì all'Università dell'Illinois - Urbana-Champaign, dove diede vita al progetto ILLIAC, ma lo abbandonò prima di terminare il primo computer. Samuel cominciò a lavorare all'IBM in Poughkeepsie, New York nel 1949, dove concepì il suo più grande capolavoro. Creò una delle prime tabelle Hash, e spinse ad usare i transistor nei computer per le prime ricerche scientifiche all'IBM. All'IBM creò il primo programma di dama con il primo computer dell'IBM in commercio, l'IBM 701. Il programma fu una dimostrazione sensazionale dei progressi compiuti sia nel comparto hardware sia nella programmazione, che fecero aumentare di 15 punti le azioni dell'IBM in una notte. La sua programmazione non numerica contribuì a plasmare il set di istruzioni dei processori, essendo uno dei primi a lavorare con i computer su progetti fisici e non solo sul calcolo computazionale. Samuel era inoltre molto conosciuto per i suoi articoli, poiché riusciva a rendere semplici e comprensibili anche gli argomenti più complessi. Fu anche scelto per scrivere l'introduzione di uno dei primi giornali dedicati al calcolo computazionale nel 1953.
Nel 1966, Samuel si è ritirato dall'IBM per insegnare a Stanford, dove lavorò per il resto della sua vita. Collaborò con Donald Knuth sul progetto TeX, e scrisse diverse pagine della documentazione. Continuò a scrivere software anche dopo il suo ottantottesimo compleanno. Venne riconosciuto con il Computer Pioneer Award dall' IEEE Computer Society nel 1987. Morì per complicazioni della Parkinson il 29 luglio 1990.

## Sviluppo del gioco di dama per computer
Samuel è conosciuto nel mondo dell'intelligenza artificiale per il suo straordinario gioco di dama del 1959, e per le sue ricerche sull'apprendimento automatico a partire dal 1949. Si è laureato all'MIT e, successivamente, ha insegnato all'MIT e all' UIUC dal 1946 al 1949. Credeva che insegnare ad un computer a giocare fosse utile per sviluppare tattiche da applicare alla risoluzione di problemi più generali, e scelse la dama perché è relativamente semplice e allo stesso tempo necessita di tattiche complesse. Il meccanismo principale della macchina si basava sull'analisi probabilistica delle posizioni raggiungibili dalla posizione attuale.  Siccome la macchina disponeva di una quantità di memoria molto limitata, Samuel decise di implementare l'algoritmo di ricerca potatura alfa-beta. Invece di cercare in una volta sola ogni possibile strada per arrivare all'altra sponda, e conseguentemente vincere il gioco, Samuel sviluppò una funzione in grado di analizzare la posizione della dama in ogni istante della partita. Questa funzione provava a calcolare le possibilità di vittoria per ogni lato nella posizione attuale, agendo di conseguenza.  Prendeva in considerazione diverse variabili tra cui il numero di pezzi per lato, il numero di dame, e la distanza dei pezzi 'mangiabili'. Il programma sceglieva le sue mosse basandosi sulla strategia minimax, ovvero agendo in modo da ottimizzare il valore della sua funzione, assumendo che l'avversario agisse e ragionasse nel medesimo modo.
Samuel progettò inoltre diversi meccanismi per migliorare il proprio programma. In quello che lui chiama apprendimento mnemonico, il programma ricordava ogni posizione che aveva già visto, correlata dal valore della ricompensa finale.  Questa tecnica estese la profondità di ricerca delle strade migliori da percorrere in ognuna delle posizioni conosciute. Nei successivi programmi sviluppati da Samuel la funzione incaricata di valutare il valore della ricompensa fu rivalutata basandosi sulle mosse dei giocatori professionisti.  La macchina imparò anche giocando contro se stessa centinaia di volte.  Dopo tutto questo lavoro, il programma di Samuel fu il primo in grado di competere con giocatori di medio livello. Continuò a perfezionare il suo programma fino alla metà degli anni settanta, quando il suo programma aveva un'abilità tale da sfidare giocatori di alto livello.

## Premi
- 1987. Computer Pioneer Award for Adaptive non-numeric processing.

## Opere selezionate
- 1953. Computing bit by bit, or Digital computers made easy. Proceedings of the Institute of Radio Engineers 41, 1223-1230.
- 1959. Some Studies in Machine Learning Using the Game of Checkers. IBM Journal of Research and Development (Volume:44, Issue:1.2). DOI:10.1147/rd.441.0206
- 1983. First Grade TeX: A Beginner's TeX Manual. Stanford Computer Science Report STAN-CS-83-985 (November 1983).